# Bacora (grup musical)
Bacora és un grup de punk rock format per músics de La Safor i La Vall d'Albaida, exmembres de grups com Eskak al Rei i Skamot. Toquen un skate punk amb lletres satíriques i enginyoses, i en el seu tercer disc versionaren la cançó «Milionària» de la cantant Rosalía.

## Discografia
- Surf&Raspall (2014)
- Foc You! (2017)
- Antifans (2021)